# Bordure (jeu)
 (juillet 2016).
Si vous disposez d'ouvrages ou d'articles de référence ou si vous connaissez des sites web de qualité traitant du thème abordé ici, merci de compléter l'article en donnant les références utiles à sa vérifiabilité et en les liant à la section « Notes et références ».
La bordure est un jeu de balle de plein air pratiqué majoritairement dans le Nord et le Pas-de-Calais. Le peu de matériel requis pour le pratiquer en fait un sport extrêmement populaire auprès des enfants.

## Règles du Jeu
Ce jeu se joue en pleine rue à l'aide d'un ballon. La taille du ballon importe peu, mais le ballon de football est préférable.
Chaque joueur se place d'un côté du trottoir, derrière sa propre bordure, et lance le ballon à la main à tour de rôle.
Lorsque le ballon touche la bordure opposée du trottoir et revient vers le lanceur, celui-ci marque un point. Si le ballon ne frappe pas la bordure, c'est à l'autre joueur de lancer, et ainsi de suite.
Deux particularités notables :
- si le ballon touche la bordure mais retombe sur le trottoir, le point n'est pas accordé.
- si le ballon touche la bordure, puis retombe sur la bordure de nouveau, le joueur inscrit deux points.

Le nombre de points à atteindre est fixé librement par les joueurs avant le début de la partie. Le gagnant est le premier à atteindre ce score.

## Variantes
Certaines variantes incluent le fait de pouvoir tirer au pied, ou avec la tête, pour un gain de point plus élevé. Cela reste tout de même très marginal et peu utilisé.

## Vie Fédérale
2022 marque la naissance de la Fédération Française du Jeu de la  Bordure. Cette Fédération - autoproclamée et non reconnu par les plus grands maîtres de la bordure -a pour vocation de codifier et de reglementer le jeu de la bordure.
Elle a pour ambition de mettre en place le premier championnat de France de Bordure en 2023.Pour cela le selectionneur national annonce dans une interview à Bordure Magazine la volonté de voir la bordure participer aux JO 2024 « Ils ont été fixé en accord avec le Président, et clairement un podium aux championnats du monde et se qualifier pour les JO. »
Lors de l'Assemblée Générale Constitutive, il a été décidé de l'organigramme https://www.facebook.com/LAFFJB/photos/a.145640901480280/145640881480282/suivant : 
Président : Mehdi ROUITI
Trésorier : Sebastien DUBART 
Secretaire : Nadia ROUITI
Directeur Technique National : Vincent CAVRO 
Selectionneur National : Mathias GERMAIN
Selectionneur des Espoirs : Antoine CLIPET
Directeur de la formation : Maxence ABDEL 
Directeur des compétitions : Nicolas MANCINI 
Responsable de la performance : Malik LADJ MERABET 
Directeur Juridique et réglementaire : Antoine PETIT 
Directeur Technique de l'Arbitrage : Anthony FRANCOIS
Responsable du Pôle Médical : Docteur Rémi Flavigny